# 沃尔塔曼托瓦纳
沃尔塔曼托瓦纳（義大利語：Volta Mantovana），是意大利曼托瓦省的一个市镇。总面积50.31平方公里，人口7329人，人口密度145.7人/平方公里（2009年）。国家统计（ISTAT）代码为020070。